# مینیار
شهر مینیار (به روسی: Миньяр) در کشور روسیه و در اوبلاست چلیابینسک واقع شده‌است.